# Coppa Svizzera 2018-2019
La Coppa Svizzera 2018-2019, nota come Helvetia Coppa Svizzera 2018-2019 per motivi di sponsorizzazione, è stata la 94ª edizione della manifestazione calcistica. Il torneo è iniziato il 18 agosto 2018 e si è concluso il 19 maggio 2019.
Lo Zurigo era il club detentore del trofeo. Il Basilea ha vinto il torneo per la tredicesima volta nella sua storia.

## Formula
Le 10 squadre di Super League e le 9 di Challenge League (il Vaduz non ha il diritto di partecipare in quanto partecipa già alla Coppa del Liechtenstein) sono qualificate direttamente alla competizione. Ad esse si aggiungono 44 squadre provenienti dalla Prima Lega (Promotion League e 1ª Lega) e dalla Lega Amatori, tramite dei turni di qualificazione. L'ultimo posto rimanente è assegnato alla squadra vincitrice del Trofeo SUVA-Fairplay, cioè la squadra dei campionati regionali che ha subito il minor numero di sanzioni disciplinari.

## Squadre partecipanti
| Basilea         |
| Grasshoppers    |
| Lucerna         |
| Lugano          |
| Neuchâtel Xamax |
| San Gallo       |
| Sion            |
| Thun            |
| Young Boys      |
| Zurigo          |

| Aarau           |
| Chiasso         |
| Losanna         |
| Kriens          |
| Rapperswil-Jona |
| Sciaffusa       |
| Servette        |
| Wil             |
| Winterthur      |

| Bavois         |
| Bellinzona     |
| Breitenrain    |
| Cham           |
| Köniz          |
| Stade Nyonnais |
| Wohlen         |
| YF Juventus    |
| Yverdon        |

| Azzurri 90      |
| Bienne          |
| Buochs          |
| Echallens       |
| Goldau          |
| Kosova Zurigo   |
| Meyrin          |
| Red Star Zurigo |
| Soletta         |
| Zugo            |

| Amriswil             |
| Dietikon             |
| Frauenfeld           |
| Freienbach           |
| Moutier              |
| Muri                 |
| Novazzano            |
| Portalban/Gletterens |
| Veyrier-Sports       |
| Willisau             |
| Ueberstorf           |
| Uzwil                |

| 2. Lega                        |
| ------------------------------ |
| Bellach                        |
| Bramois                        |
| Concordia Basilea              |
| Fleurier                       |
| Gland                          |
| Greifensee                     |
| Klingnau                       |
| Malcantone                     |
| Montlingen                     |
| Nidau                          |
| 3. Lega                        |
| Grand-Saconnex                 |
| Langnau                        |
| Meilen                         |
| Trofeo SUVA-Fairplay / 4. Lega |
| Erde                           |

## Date
| Turno                   | Data                         |
| ----------------------- | ---------------------------- |
| Trentaduesimi di finale | 18-19 agosto 2018            |
| Sedicesimi di finale    | 15-16 settembre 2018         |
| Ottavi di finale        | 30 ottobre/ 1º novembre 2018 |
| Quarti di finale        | 27-28 febbraio 2019          |
| Semifinali              | 24-25 aprile 2019            |
| Finale                  | 19 maggio 2019               |

## Calendario

### Trentaduesimi di finale
I club di Super League e Challenge League sono teste di serie, pertanto non si possono affrontare direttamente. La squadra di lega inferiore ha il diritto di giocare in casa.
| Squadra 1            | Risultato   | Squadra 2       |
| -------------------- | ----------- | --------------- |
| 18 agosto 2018       |             |                 |
| Willisau             | 1 - 3       | Breitenrain     |
| Frauenfeld           | 0 - 5       | Rapperswil-Jona |
| Soletta              | 0 - 2       | Stade Nyonnais  |
| Zugo                 | 1 - 2       | Red Star Zurigo |
| Amriswil             | 1 - 2 (dts) | Aarau           |
| Malcantone           | 0 - 2       | Moutier         |
| Goldau               | 1 - 3       | Bavois          |
| Veyrier-Sports       | 1 - 5       | Thun            |
| Bellach              | 0 - 7       | Chiasso         |
| Bellinzona           | 4 - 0       | YF Juventus     |
| Uzwil                | 0 - 3       | Wil             |
| Novazzano            | 0 - 4       | Echallens       |
| Concordia Basilea    | 0 - 6       | Zurigo          |
| Erde                 | 1 - 5       | Azzurri 90      |
| Greifensee           | 0 - 3       | Winterthur      |
| Kosova Zurigo        | 0 - 4       | Losanna         |
| Langnau              | 0 - 6       | Kriens          |
| Meilen               | 0 - 6       | Servette        |
| Meyrin               | 1 - 6       | Cham            |
| Montlingen           | 0 - 3       | Basilea         |
| Grand-Saconnex       | 3 - 5 (dts) | Muri            |
| Köniz                | 0 - 3       | Sion            |
| Portalban/Gletterens | 3 - 4 (dts) | Wohlen          |
| Bienne               | 2 - 3 (dts) | Young Boys      |
| 19 agosto 2018       |             |                 |
| Buochs               | 0 - 2       | Grasshoppers    |
| Freienbach           | 0 - 5       | Sciaffusa       |
| Dietikon             | 0 - 4       | Lugano          |
| Gland                | 1 - 9       | Lucerna         |
| Ueberstorf           | 0 - 6       | San Gallo       |
| Fleurier             | 3 - 1       | Nidau           |
| Klingnau             | 7 - 0       | Bramois         |
| Yverdon              | 0 - 1       | Neuchâtel Xamax |

### Sedicesimi di finale
| Squadra 1         | Risultato       | Squadra 2       |
| ----------------- | --------------- | --------------- |
| 14 settembre 2018 |                 |                 |
| Bavois            | 2 - 3 (dts)     | Rapperswil-Jona |
| 15 settembre 2018 |                 |                 |
| Echallens         | 2 - 7           | Basilea         |
| Red Star Zurigo   | 1 - 0           | Cham            |
| Bellinzona        | 1 - 2           | Winterthur      |
| Servette          | 3 - 3 (4-5 dtr) | Lucerna         |
| Wohlen            | 0 - 1           | Wil             |
| Breitenrain       | 2 - 4           | Zurigo          |
| Sciaffusa         | 2 - 3 (dts)     | Young Boys      |
| Azzurri 90        | 0 - 1           | Lugano          |
| 16 settembre 2018 |                 |                 |
| Moutier           | 1 - 3           | Thun            |
| Stade Nyonnais    | 3 - 1           | Grasshoppers    |
| Aarau             | 1 - 2           | Neuchâtel Xamax |
| Fleurier          | 1 - 4           | Kriens          |
| Klingnau          | 0 - 2 (dts)     | Chiasso         |
| Losanna           | 0 - 1           | Sion            |
| Muri              | 0 - 7           | San Gallo       |

### Ottavi di finale
| Squadra 1        | Risultato       | Squadra 2       |
| ---------------- | --------------- | --------------- |
| 31 ottobre 2018  |                 |                 |
| Stade Nyonnais   | 0 - 1           | Young Boys      |
| Red Star Zurigo  | 2 - 3           | Zurigo          |
| Wil              | 1 - 1 (2-4 dtr) | Thun            |
| Winterthur       | 0 - 1           | Basilea         |
| Lugano           | 3 - 1 (dts)     | Neuchâtel Xamax |
| 1º novembre 2018 |                 |                 |
| Chiasso          | 0 - 2           | Lucerna         |
| Rapperswil-Jona  | 1 - 4           | Kriens          |
| San Gallo        | 1 - 2 (dts)     | Sion            |

### Quarti di finale
| Squadra 1        | Risultato   | Squadra 2  |
| ---------------- | ----------- | ---------- |
| 27 febbraio 2019 |             |            |
| Sion             | 2 - 4 (dts) | Basilea    |
| 28 febbraio 2019 |             |            |
| Thun             | 3 - 2       | Lugano     |
| Zurigo           | 2 - 1       | Kriens     |
| 6 marzo 2019     |             |            |
| Lucerna          | 4 - 0       | Young Boys |

### Semifinali
| Squadra 1      | Risultato | Squadra 2 |
| -------------- | --------- | --------- |
| 23 aprile 2019 |           |           |
| Lucerna        | 0 - 1     | Thun      |
| 25 aprile 2019 |           |           |
| Zurigo         | 1 - 3     | Basilea   |

### Finale
| Arbitro: | San |

|                       |           |            |
| Ajeti 24’ F. Frei 77’ | Marcatori | 81’ Sorgić |